# Huangshan (köpinghuvudort i Kina, Zhejiang Sheng, lat 29,57, long 120,32)
Huangshan (kinesiska: 璜山, 璜山镇) är en köpinghuvudort i Kina. Den ligger i provinsen Zhejiang, i den östra delen av landet, omkring 77 kilometer söder om provinshuvudstaden Hangzhou. Antalet invånare är 28 245. Befolkningen består av 14 298 kvinnor och 13 947 män. Barn under 15 år utgör 13,0 %, vuxna 15-64 år 71 %, och äldre över 65 år 15,0 %.
Runt Huangshan är det tätbefolkat, med 442 invånare per kvadratkilometer. Närmaste större samhälle är Zhuji, 18,0 km norr om Huangshan. I omgivningarna runt Huangshan växer i huvudsak blandskog.
Genomsnittlig årsnederbörd är 2 020 millimeter. Den regnigaste månaden är juni, med i genomsnitt 365 mm nederbörd, och den torraste är januari, med 79 mm nederbörd.